# Тане (име)
Тане је словенско име, изведено од имена Атанасије. Појављује се и у митологији Маора и других полинежанских народа као божанство шуме и светлости, које је по једном извору и створитељ човека. На језику ових народа, Тане и значи „човек“. Ово име постоји и у јапанском језику, али као женско и значи „семе“.

## Популарност
У јужној Аустралији је ово име у појединим годинама између 1997. и 2005. било међу првих осамсто по популарности.